# Kouhounou
Le quartier Kouhounou est situé dans le dixième arrondissement de Cotonou dans le département du Littoral au Bénin. Le quartier est surtout connu parce que c'est là que se situe le plus grand terrain de football du Bénin. Hormis cela, Kouhounou également un quartier résidentiel mais surtout commercial,,'.
Selon un rapport de février 2016 de l'Institut National de la Statistique et de l'Analyse Économique (INSAE) du Bénin intitulé Effectifs de la population des villages et quartiers de ville du Bénin, le quartier Kouhounou comptait 6400 habitants en 2013.

## Galerie

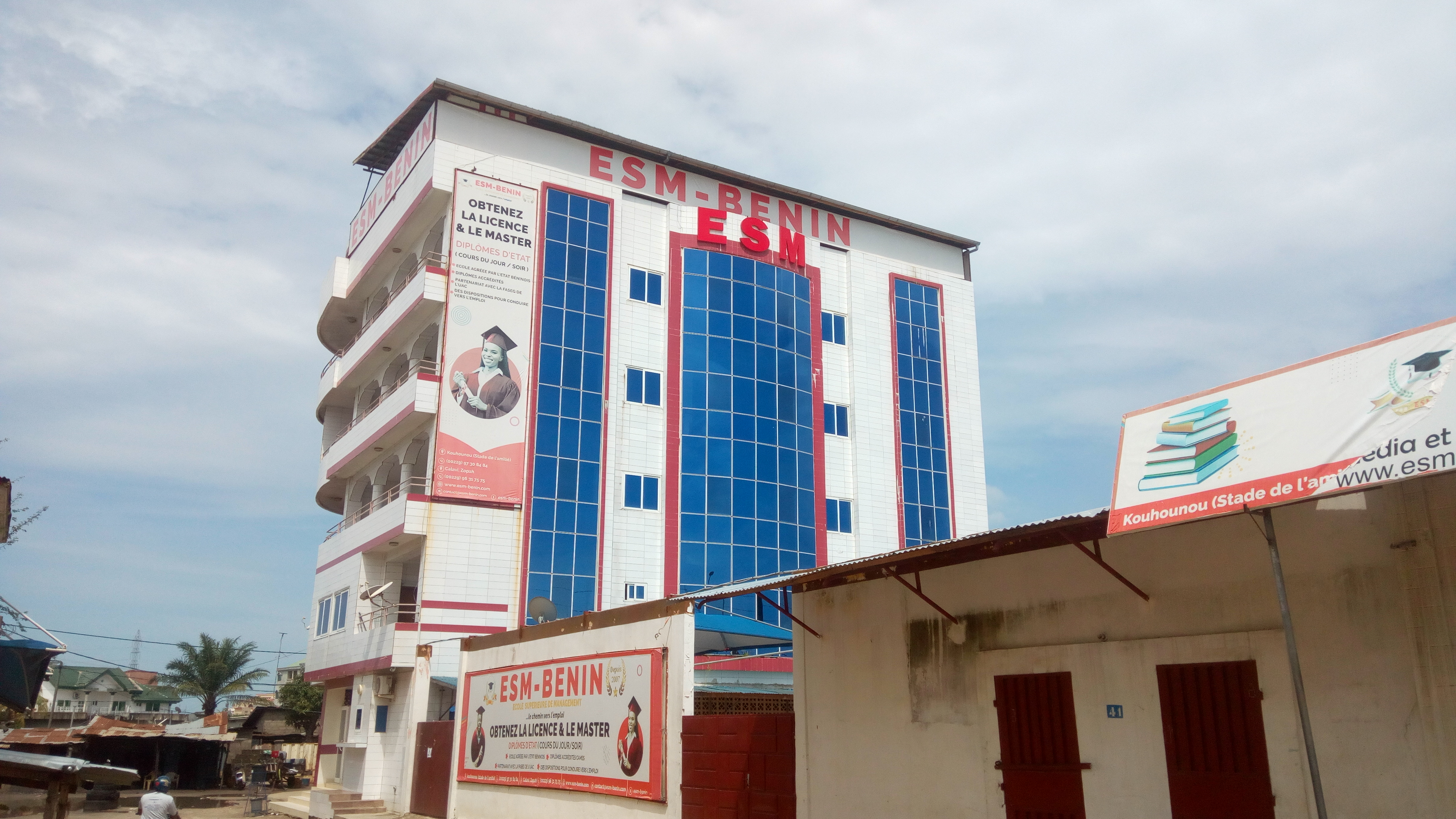
ESM- Bénin à Kouhounou
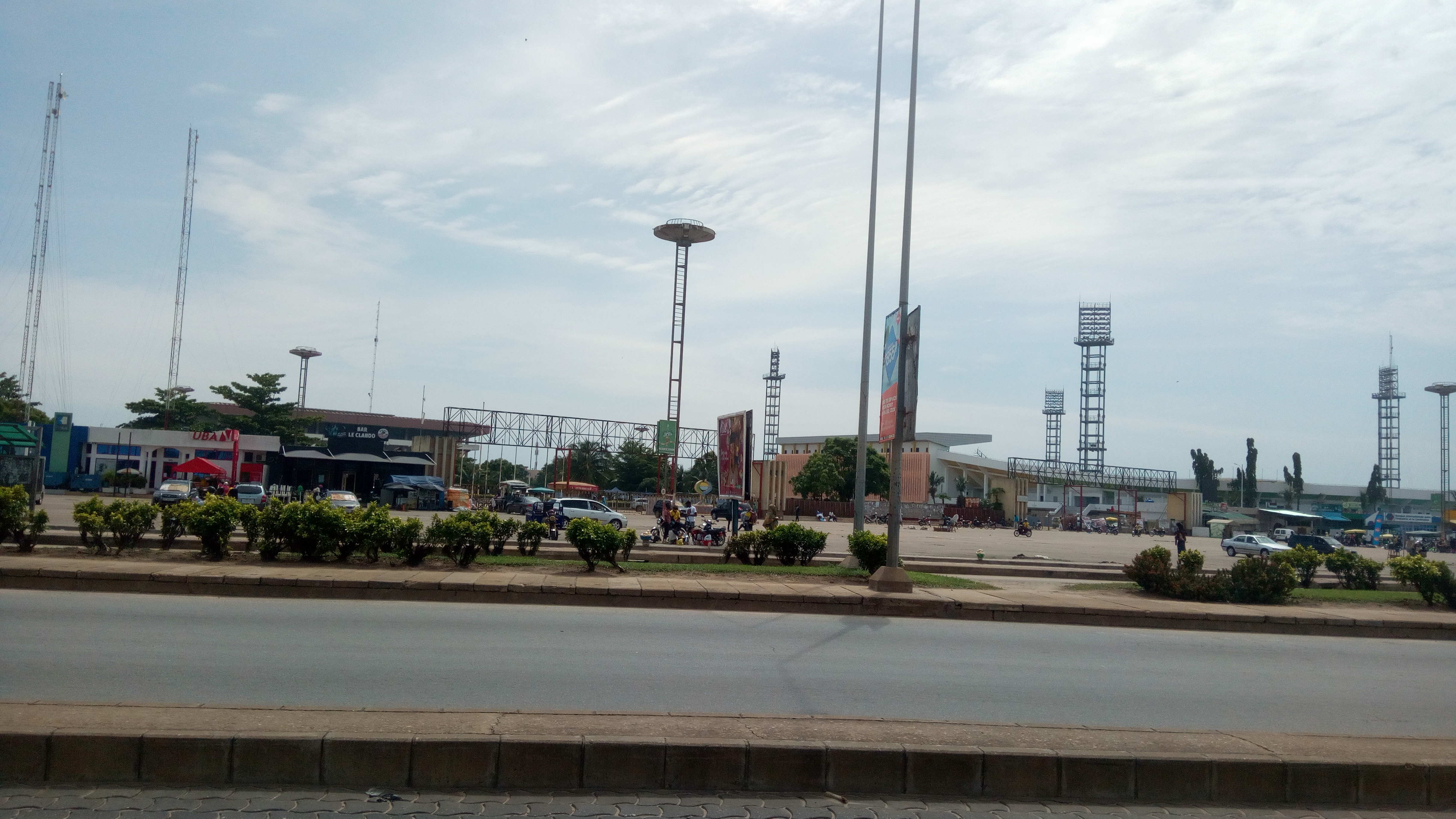
Circulation à Kouhounou- Cotonou
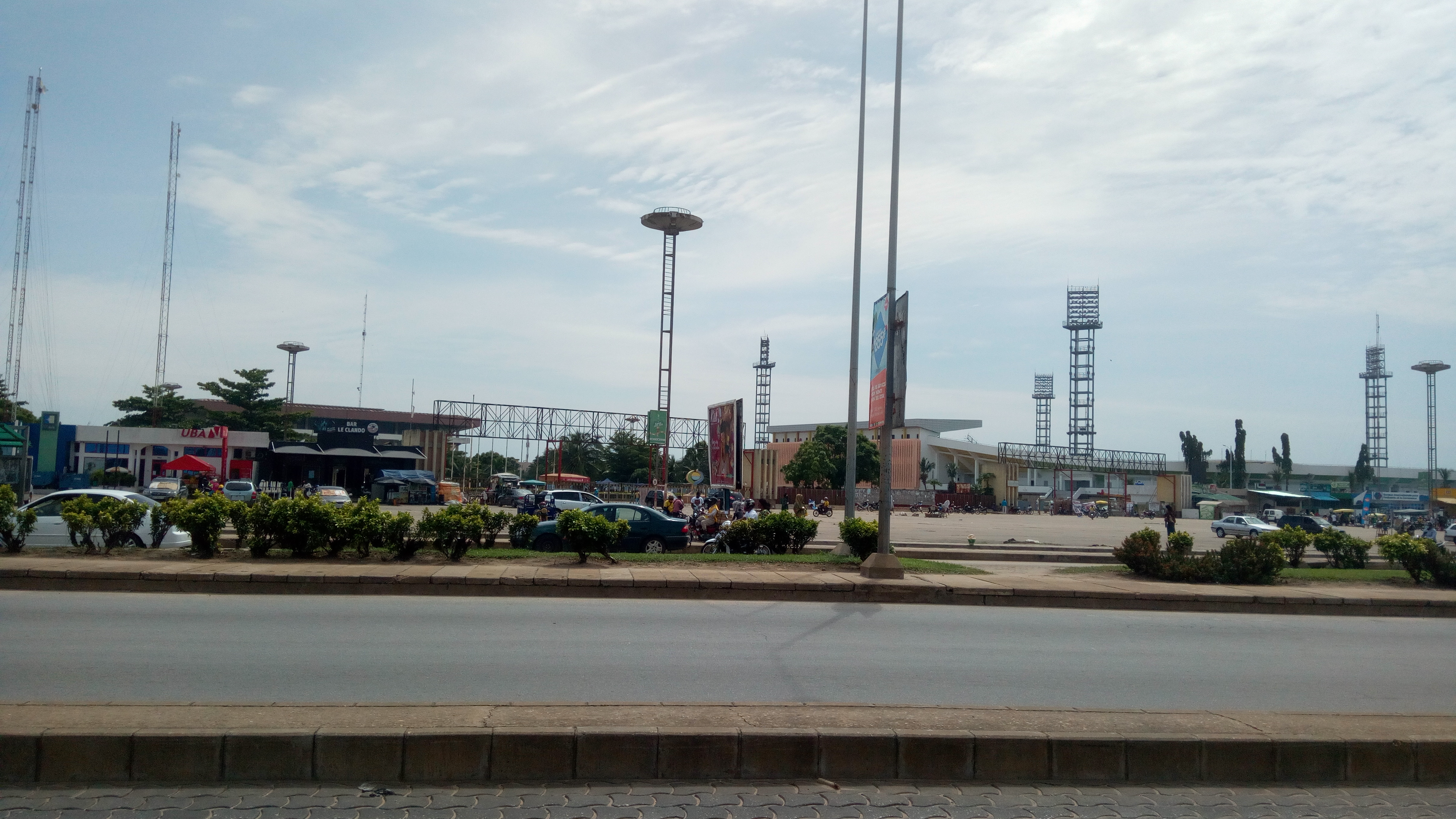
Façade du stade de l'amité de Kouhounou vue de loin
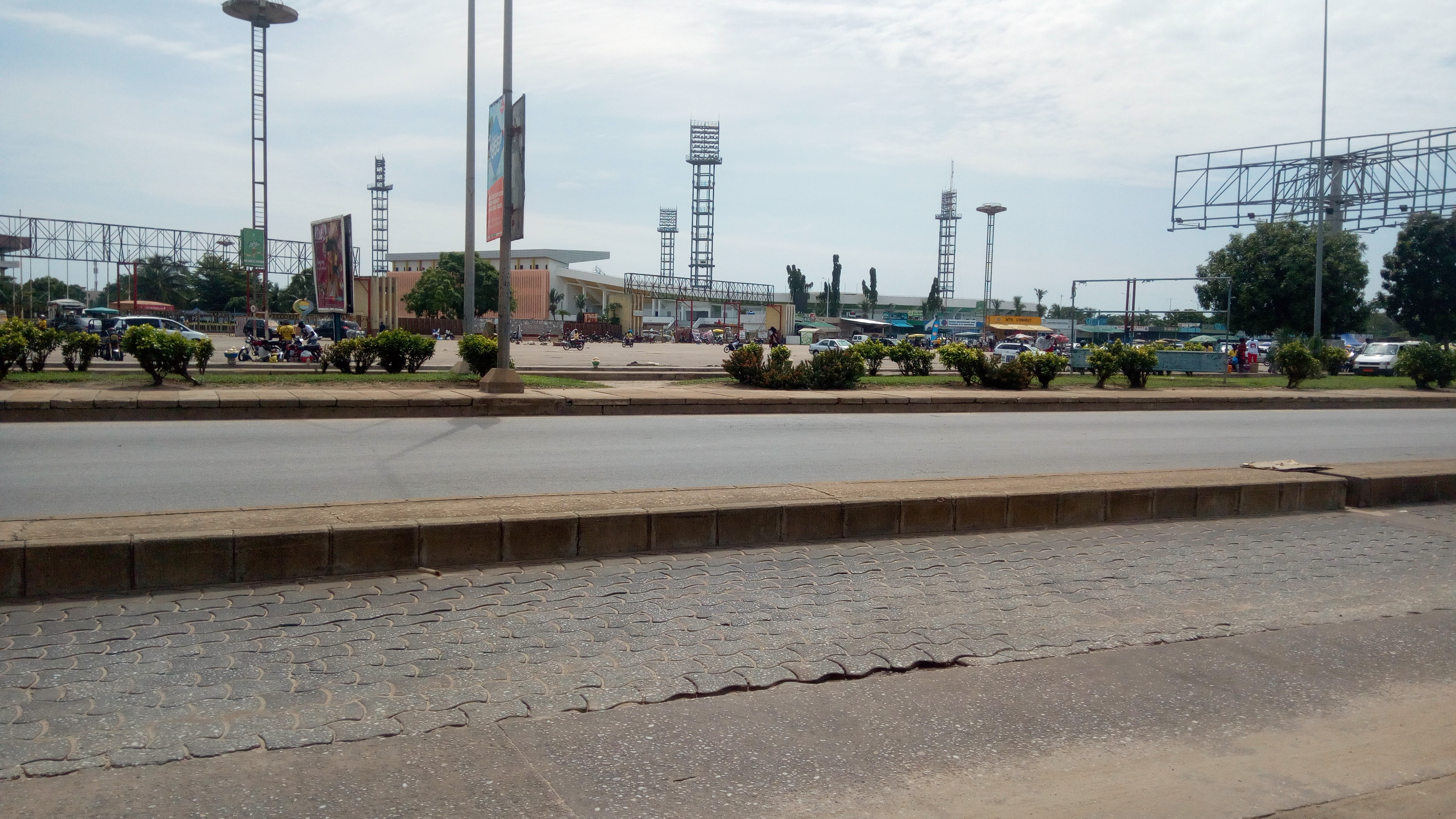
Façade du stade de l'amité de Kouhounou vue de profil
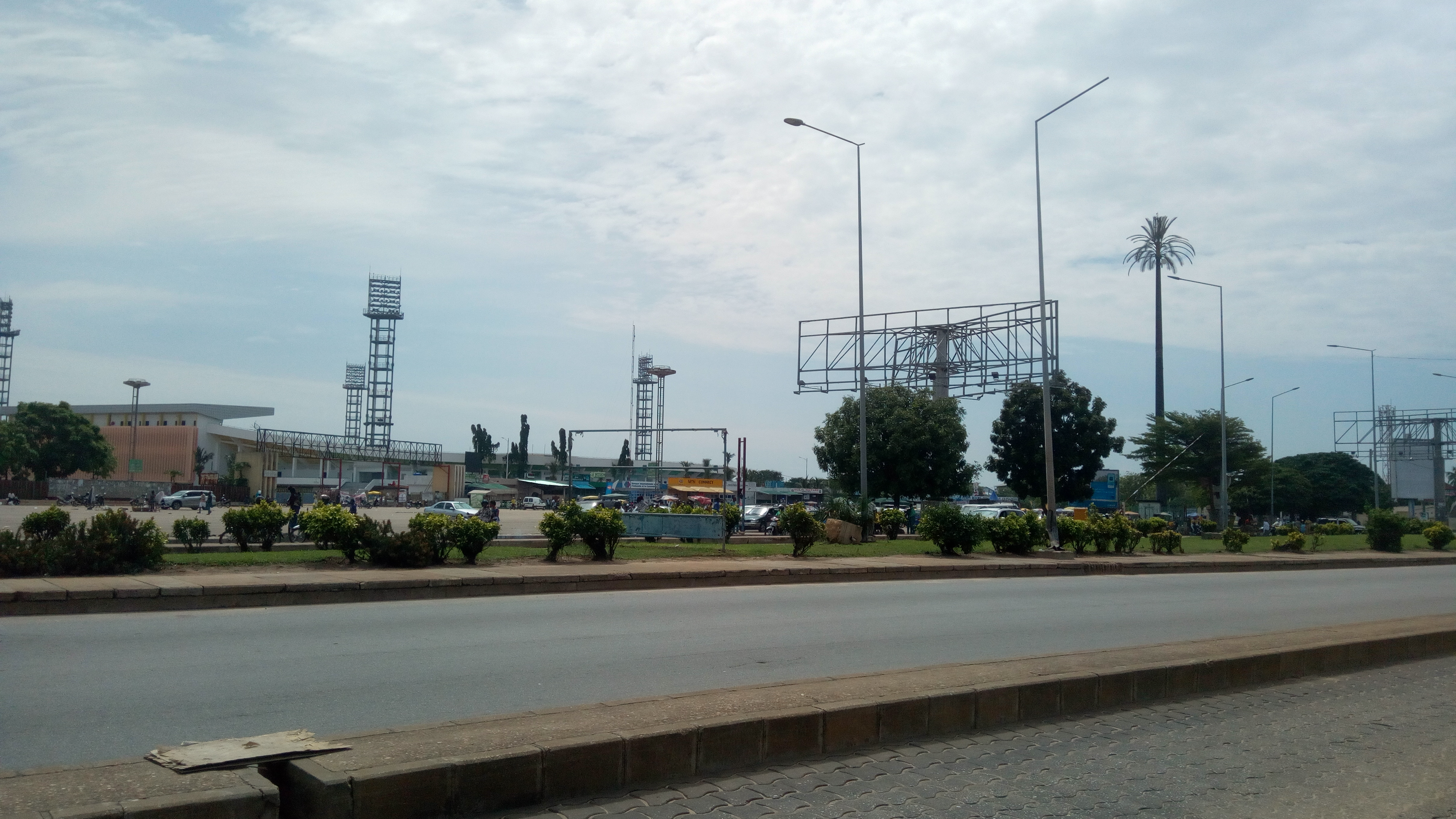
Stade de l'amitié de Kouhounou vue de loin